# بانتنغ
بَنتنغ أو بقرة جاوة نوع بري من ماشية جنوب شرق آسيا، من فصيلة البقريات، هي حيوان خجول تشابه في ذلك البقرة المحلية. يصل ارتفاع الأكتاف من 1.5 - 1.75 متر (60 - 69 بوصة)، لون الذكور بني داكن أو أسود، والإناث بني محمر والأرداف والسيقان لونها أبيض، ويشكل اللون الأبيض في السيقان ما يشبه الجوارب، القرون مقوسة إلى الداخل مكونة ما يشبه الدائرة. في بعض المناطق يتم تربية بَنتنغ كبقرة محلية.

## معرض الصور

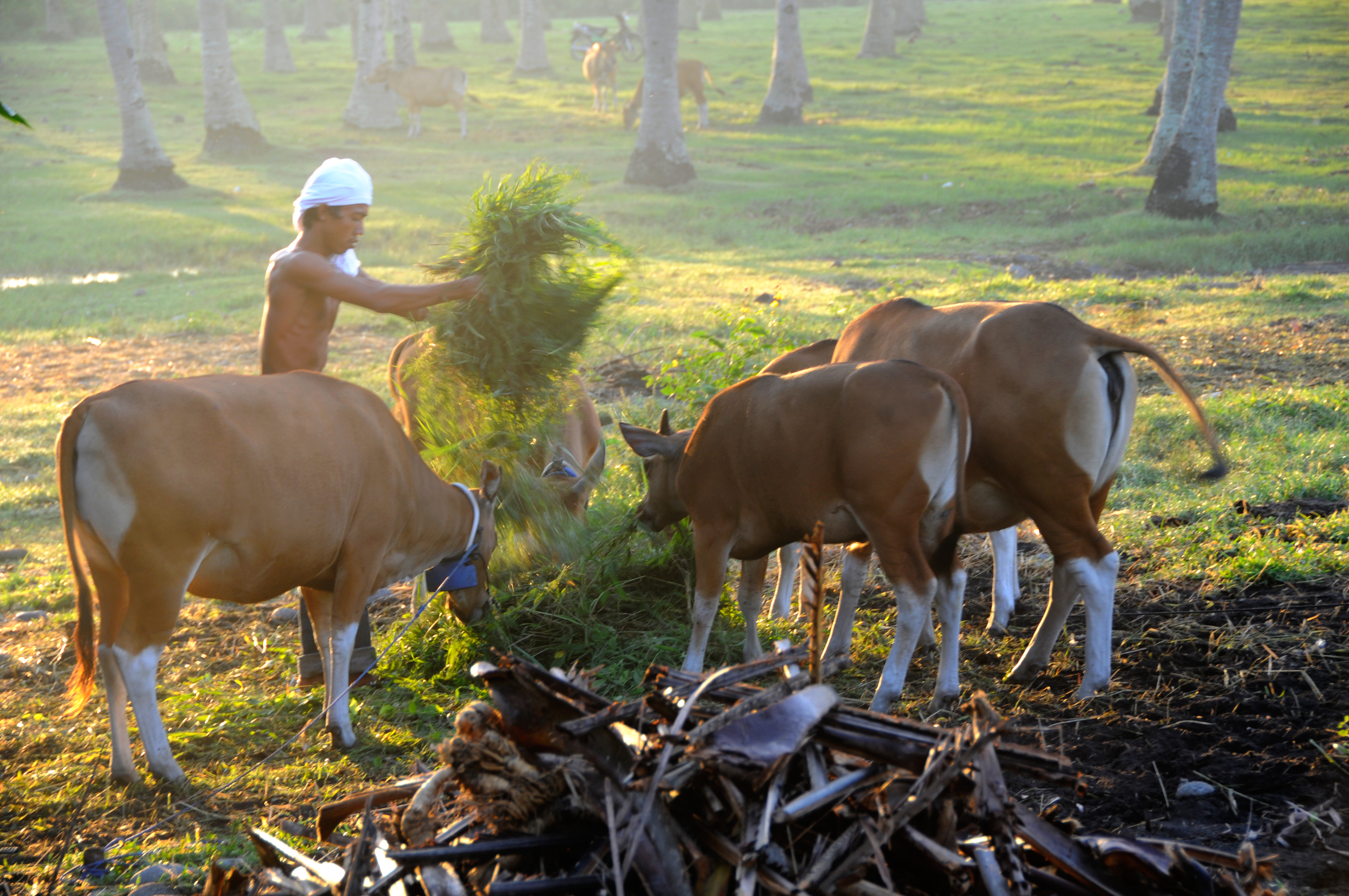
رجل إندونيسي يطعم أبقار بَنتنغ